# Cyperus sculptus
Cyperus sculptus är en halvgräsart som beskrevs av Stanley Thatcher Blake. Cyperus sculptus ingår i släktet papyrusar, och familjen halvgräs. Inga underarter finns listade i Catalogue of Life.